# Mauritius International 1970
Die Mauritius International 1970 fanden im Frühjahr 1970 in Port Louis statt. Es war die fünfte Austragung dieser internationalen Titelkämpfe von Mauritius im Badminton.

## Titelträger
| Disziplin    | Sieger                             |
| ------------ | ---------------------------------- |
| Herreneinzel | Jacob Pin Harry                    |
| Dameneinzel  | S. Sheo Chap Sing                  |
| Herrendoppel | G. de Chazal H. de Chazal          |
| Damendoppel  | J. Mathieu V. Marot                |
| Mixed        | P. Chevreau de Montlehu J. Mathieu |